# بريلوية
البريلوية هي إحدى مدارس الماتريدية في شبه القارة الهندية. تلتزم المذهب الحنفي في الفقه الإسلامي وتنتهج نهج الصوفية في السلوك. أسسها الإمام أحمد رضا خان القادري.

## أصل التسمية
كلمة: "البريلوية" مشتقة من بلدة بريلي في الهند مسقط رأس الإمام أحمد رضا خان.
أتباع هذا التيار الفكري يرفضون تلك التسمية ويعتبرونها من وضع خصومهم عليهم فيقول أحد أعلامهم الشيخ عبد الحكيم شرف القادري: «البَرَيْلْويّة: هم الصوفيّة الصافية، السواد الأعظم، أهل السُنّة والجماعة، سمّاهم عُلماء دِيوبَند بالبَرَيْلْويّة ضدّ أنفُسهم، ومِن عادتهم أنّهم يسمون بَرَيلويةً كلَّ مَن كان على عقيدة السلَف من أهل السُنّة والجماعة وعلى طريق الصوفيّة، وإن لم تكن له علاقةٌ بعلماء بَرَيْلي، لا بالتتلمُذ ولا بالطريقة، وإنّما سمَّوهم البَرَيْلْويّة نسبةً إلى الشيخ أحمد رضا القادري البَرَيلوي، إمام أهل السُنّة في شبه القارّة الهندية والباكستانية؛ لأنّة انتقدَ على ضلالتهم، بل وعلى مقالاتِهم الشنيعة الكفريّة». وقال كذلك: «البريلوية ليست فرقة أصلاً بل هم أهل السنة والجماعة أتباع الإمامين أبي الحسن الأشعري وأبي منصور الماتريدي، وعلى مذهب الإمام الأعظم أبى حنيفة ـ رضى الله تعالى عنه ـ وعلى مشرب الصوفية رحمهم الله تعالى». ويقول الشيخ محمد أختر رضا خان الأزهري حفيد الشيخ أحمد رضا خان وأحد كبار أئمتهم: «نسبتنا أهل السنة والجماعة إلى البريلوية دَيْدَن الديوبندية من أهل الهند (ومن جرى مجراهم في معاداة أهل السنة والجماعة كأمثال ظهير)، والذي اتهمونا به من الخروج عن الإسلام والمسلمين هم أحق به وأجدر وأهله وهذه التهمة بهم ألصق، ونحن بحمد الله من هذه التهمة براء، ولا ندين «البريلوية» ولا ملة جديدة غيرها، إنما ندين الملة السمحة البيضاء التي ليلها كنهارها، فلم نزل من أهل السنة وفي أهل السنة ومع أهل السنة عن بكرة أبينا، والله على ما نقول وكيل. غير أن الإمام العلامة الحبر الفهامة الشيخ أحمد رضا خان البريلوي قام بنصر السنة ورد البدعة، وندد بأهل الأهواء لا سيما الديوبندية والقاديانية، ... رماه أولئك الذين رد عليهم من أهل البدع خصوصا الديوبندية بانتحال الملة الجديدة، ونسبوا من يعتقده إلى بلدة «بريلي» فقالوا لهم: «البريلوية» فصار «البريلوية» علما ولقبا على أهل السنة والجماعة في هذا الزمان بالهند وباكستان». وقال: «نحن على صراط سيدنا محمد المصطفى صلى الله عليه وسلم والصحابة والتابعين والأئمة والأولياء ونحن أهل السنة، وإنما يسمينا أعداؤنا «البريلوية» القصد أننا على مذهب حديث وهذا افتراء علينا».

## حياة مؤسسها
ولد الشيخ أحمد رضا خان عام 1272هـ في بلدة بريلي بولاية أترابراديش في الهند. درس بعض الكتب الابتدائية من الشيخ الميرزا غلام قادر بيك ثم أتم دراسته من أبيه الشيخ نقي علي خان. زار مكة المكرمة وقرأ على بعض المشايخ فيها عام 1295هـ، ومن أبرز كتبه: العطايا النبوية من الفتاوى الرضوية، وجد الممتار على ردّ المحتار (حاشية على حاشية ابن عابدين)، ومنير العينين في حكم تقبيل الإبهامين، وردّ الرَّفَضة (في الرد على الشيعة)، والدولة المكية بالمادة الغيبة، وغيرهم، وله ديوان شعر باللغة الأوردية في مجلدين يُسمى: "حدائق بخشش" والذي معناه باللغة العربية: حدائق الغفران أو حدائق الخلاص.

## من أعلام المدرسة
- نعيم الدين المراد آبادي (1300 - 1367هـ): يُلقب بصدر الأفاضل، أسس الجامعة النعيمية بمراد آباد، ومن مصنفاته: الكلمة العليا في علم المصطفى، خزائن العرفان في تفسير القرآن، فرائد النور في جرائد القبور، وغيرها.[6]
- أمجد علي الأعظمي (1296 - 1367هـ): يُلقب بصدر الشريعة، أخذ العلوم من المحدث وصي أحمد السورتي، والشيخ هداية الله الرامفوري، ونال الخلافة من أحمد رضا البريلوي، له كتاب بهار شريعت في الفقه الحنفي وله شرح لشرح معاني الآثار للإمام أبي جعفر الطحاوي ومجموع فتاوى في أربعة مجلدات ضخمة.[7]
- حشمت علي خان (1320 - 1380هـ): تتلمذ عند الشيخ أمجد على الأعظمي والشيخ رحم إلهي وغيرهما، وانتفع بالإمام أحمد رضا خان وبايعه بواسطة الشيخ أمجد علي بلكناؤ، من مصنفاته: الصوارم الهندية، راد المهند، والأنوار الغيبية.[8]
- أحمد يار خان النعيمي (1324 - 1391هـ): من تصانيفه: مرآة المناجيح شرح مشكاة المصابيح في ثمانية مجلدات، نور العرفان في تفسير القرآن، جاء الحق، وغير ذلك، سكن بكجرات من باكستان وتوفي بها في الثالث من رمضان.[9]

## الأفكار والمعتقدات
يؤمن البريلوية مثل المسلمين السنة بحجية القرآن والسنة، ويؤمنون بالتوحيد والأنبياء. معظم البريلويين في جنوب آسيا يتبعون مدرسة الماتريدية في العقيدة والمذهب الحنفي في الفقه والطرق الصوفية القادرية أو الجشتية. بينما يتبع البريلويون في الأجزاء الجنوبية من الهند مثل كيرلا وكرناتك وتاميل نادو المذهب الشافعي في الفقه والمدرسة الأشعرية في العقيدة. يحتفلون بالمولد النبوي كل عام، ولديهم اهتمام كبير بكرامات الأولياء الصوفيين، ويتبعون الطرق الصوفية.
وتتسم الحركة بمجموعة من المواقف التي تدور حول شخصية النبي محمد وعلاقته ومكانته الخاصة، إن لم تكن الاستثنائية، مع الله. تتميز الحركة بالعديد من المعتقدات والممارسات المتعلقة بشفاعة النبي، ومعرفة النبي، و "نور محمد"، وما إذا كان النبي محمد يشهد أفعال الناس.
يعتقد البريلويون أن النبي محمد حي دائمًا ، حيث ينادونه بشكل شائع "يا رسول الله"، معتقدين أنه قادر على الاستماع في أي زمان ومكان. وأنه الوسيلة التي يعبر بها الله عن صفته الرحمن للخلق.
أما العقيدة المركزية للحركة هي أن النبي محمداً إنسان ونور. وأن ميلاد النبي الجسدي سبقه وجوده كنور يسبق الخلق. وأن حقيقة النبي الأصلية كانت موجودة قبل الخلق.
من المبادئ المركزية الأخرى لهذه الحركة أن النبي محمدًا هو شاهد حاضر وناظر لأفعال الناس. ويزعم أنصار هذه العقيدة أن مصطلح الشهيد في القرآن تشير إلى هذا المبدأ، ويستشهدون بأحاديث في هذا السياق.
يشترك البريلوية مع عموم الصوفية في العديد من الممارسات مثل:
- الاحتفال بالمولد النبوي والاهتمام الخاص به.[21][22]
- يعتقدون أهمية التوسل بالصالحين.[13][23][24]
- زيارة قبور الصالحين، وهو عمل يعتقدون أنه ثابت بالقرآن والسنة وعمل الصحابة.[25][26][27]
- الذكر الجماعي من ترديد أسماء الله. بعض الفرق، ولا سيما تلك التابعة للطريقة الصوفية الجشتية، تغني القوالي؛ والبعض الآخر لا يستخدم الآلات الموسيقية.[28][25][29][30][31]
- وجوب إعفاء اللحية. وهو موافق للمذاهب الفقهية الأربعة، يرون أنه من غير المشروع تقصير اللحية عن طول القبضة.

أما عن عقيدة مؤسسها فيقول الباحث سيد رحمة الله القادري الأزهري: «عقيدة الإمام أحمد رضا خان وعقيدة «البريلوية» هما نفس العقيدة. إن الإمام أحمد رضا خان الحنفي مذهبًا والقادري مشربًا والماتريدي عقيدةً والبريلوي مسكنًا، كان من كبار علماء أهل السنة والجماعة وقد كشف الغطاء عما له من عقيدة إسلامية صحيحة بكل معنى الكلمة، يقول: (لا إله إلا الله محمد رسول الله، الله أحد، لا معبود إلا هو، ومحمد صلى الله عليه وسلم رسوله الصادق آمنت به، وديني هو دين المسلمين، وكل معبود سوى الله تعالى باطل، لا عبادة لغير الله المحي هو الله الواحد، والمميت هو الله الأحد، والممطر هو الله الفرد، والرزاق هو الله الأحد، الإسلام هو دين الحق والأديان كلها غير الإسلام باطلة).
ويقول أيضًا ملخصُا عقيدة مؤسس الحركة:
«أولاً: كان يرى بصراحة أن النبي صلى الله عليه وسلم خاتم النبيين ولا نبي بعده وقد قام بالرد البليغ على القاديانية كما حث تلاميذه وخلفاؤه أيضاً على مقاومة هذه الفرقة الضالة وقد أعلن موقفه في هذا الصدد في مؤلفاته التي سنذكر أسماءها (في المبحث الخامس) عند الحديث عن الحركة القاديانية وموقف الإمام أحمد رضا خان منها.
ثانيًا: إنه كان يرى أن الله تعالى أكرم نبينا بمنزلة سامية لم يحظ بها أحد من قبله من الأنبياء والمرسلين فكان يرى إبراز عظمة النبي صلى الله عليه وسلم واجبًا دينيًا فكتب في هذا الخصوص الكثير من مؤلفاته منها (تجلى اليقين بأن نبينا سيد المرسلين).
ثالثاً: كان يرى أن النبي صلى الله عليه وسلم رسول الله إلى الخلق ووسيلة المخلوق إلى الخالق فإننا نتوسل ونستغيث به إلى الله تعالى في قضاء الحوائج، كما توسلنا به في معرفة وحدانية الله تعالى وأوامره ونواهيه …
رابعاً: كان الإمام أحمد رضا خان يرى أنّ رسول الله صلى الله عليه وسلم بشر وعبد الله تعالى وقال في هذا الصدد: «من أنكر بشرية الرسول صلى الله عليه وسلم فهو كافر، قال الله تعالى: ﴿قُلۡ سُبۡحَانَ رَبِّی هَلۡ كُنتُ إِلَّا بَشَرࣰا رَّسُولࣰا﴾ سورة الإسراء: 93».
هذا وكان يعتقد فيه أنه صلى الله عليه وسلم صفوة البشر حيث أكرمه صلى الله عليه وسلم الله تعالى بالنور كما صرحت بهذا الأمر الآيات القرآنية والأحاديث النبوية الشريفة. هذه عقيدة الإمام أحمد رضا خان وهي مذكورة في مؤلفاته».

## انتقادات
إحسان إلهي ظهير كتب كتابًا مفصلاً في نقد البريلوية سماه: «البريلوية: عقائد وتاريخ». في المقابل يرفض البريلوية أكثر ما ورد في الكتاب ويعتبرونه كذب عليهم وألفوا كتب كثيرة في الرد عليه مثل: «حقيقة البريلوية» و «البريلوية حقائق وعقائد» و «إنصاف الإمام» وغيرهم.

## هوامش
1. ↑  الدعوة إلى الفكر، تأليف منشا تابِش القصوري وترجمة عبد الحكيم شرف القادري، ص: 17-18.
2. ↑  الإمام أحمد رضا الحنفى القادرى على ميزان الإنصاف وفي ظلال الفتاوى الرضوية، تأليف عبد الحكيم شرف القادري، ص: 15.
3. ↑  حقيقة البريلوية، تأليف محمد أختر رضا القادري الأزهري، ص: 19-20.
4. ↑  أختر رضا الأزهري: مجلة الحجاز الجديدة، دلهي، عدد يناير 1989م، ص: 11.
5. ↑  حدوث الفتن وجهاد أعيان السنن، تأليف محمد أحمد المصباحي، ص: 196-201.
6. ↑  حدوث الفتن وجهاد أعيان السنن، تأليف محمد أحمد المصباحي، ص: 167.
7. ↑  حدوث الفتن وجهاد أعيان السنن، تأليف محمد أحمد المصباحي، ص: 163.
8. ↑  حدوث الفتن وجهاد أعيان السنن، تأليف محمد أحمد المصباحي، ص: 169.
9. ↑  حدوث الفتن وجهاد أعيان السنن، تأليف محمد أحمد المصباحي، ص: 168.
10. ↑  "Deobandi Islam vs. Barelvi Islam in South Asia". 8 أكتوبر 2010. مؤرشف من الأصل في 2019-01-14. اطلع عليه بتاريخ 2019-01-30.
11. ↑  Schleifer، Abdallah؛ El-Sharif، Farah؛ Elgawhary، Tarek؛ Ahmed، Aftab، المحررون (2017)، Persons of the Year, the Muslim 500, the World's 500 Most Influential Muslims, 2018 (PDF)، Amman, Jordan: The Royal Islamic Strategic Studies Centre، ISBN:978-9957-635-14-5، مؤرشف من الأصل (PDF) في 2024-12-08
12. ↑  Esposito, John L., ed. (2003). "Ahl al-Sunnah wa'l-Jamaah". Ahl al-Sunnah wa'l-Jamaah. The Oxford Dictionary of Islam (بالإنجليزية). Oxford University Press. ISBN:978-0-19-512558-0. Archived from the original on 2024-12-11. Retrieved 2025-05-08.
13. 1 2  McLoughlin، Seán (2008). "Tawassul". في Netton، Ian (المحرر). Encyclopaedia of Islam. Routledge. ص. 88. ISBN:978-0-7007-1588-6.
14. ↑  "The Barelvī School of Thought". مؤرشف من الأصل في 2024-03-31.
15. ↑  Allama Abul Faiz Muhammad Shareef Qadri Razavi، فیض نبوت یعنی علم غیب رسولصلى الله عليه وسلم، Akbar Booksellers Lahore
16. 1 2  Ahmed Raza. "Noor o Bashar ::Islamic Books, Books Library". Faizaneraza.org. مؤرشف من الأصل في 2012-02-22. اطلع عليه بتاريخ 2012-09-24.
17. 1 2  Faith-Based Violence and Deobandi Militancy in Pakistan، Springer، 2016، ص. 377، ISBN:978-1-349-94966-3، مؤرشف من الأصل في 2023-07-19، اطلع عليه بتاريخ 2020-09-06
18. 1 2 3  علامہ مشتاق احمد نظامی علیہ الرحمہ، وسیلہ نسبت تعظیم، Noor Masjid Ka Ghazi Bazaar - Karachi
19. ↑  Jorgen S. Nielsen (2015)، Muslims in Western Europe، Edinburgh University Press، ص. 218، ISBN:978-1-4744-0935-3، مؤرشف من الأصل في 2022-12-03، اطلع عليه بتاريخ 2020-09-06
20. ↑  Mufti Muhammad Ameen، مسئله حاضر و ناظر، Maktaba Suhj Nur
21. ↑  Sirriyeh 1999: 49
22. ↑  Sirriyeh 2004: 111
23. ↑  Martin Parsons (1 يناير 2006). Unveiling God: Contextualizing Christology for Islamic Culture. William Carey Library. ص. 149. ISBN:978-0-87808-454-8. مؤرشف من الأصل في 2023-05-29. اطلع عليه بتاريخ 2011-04-20.
24. ↑  Sayed، Muhammad Khalid (2011). "South African Madrasahs Move into the 21st Century". في Abdulkader، Tayob؛ Niehaus، Inga؛ Weisse، Wolfram (المحررون). Muslim Schools and Education. Waxxman Verlag. ص. 76. ISBN:978-3-8309-7554-0. مؤرشف من الأصل في 2023-04-10.
25. 1 2  N. C. Asthana؛ Anjali Nirmal (2009). Urban Terrorism: Myths and Realities. Pointer Publishers. ص. 67–. ISBN:978-81-7132-598-6. مؤرشف من الأصل في 2024-02-09. اطلع عليه بتاريخ 2015-08-12.
26. ↑  "outlookindia.com". M.outlookindia.com. مؤرشف من الأصل في 2013-01-31. اطلع عليه بتاريخ 2012-09-24.
27. ↑  Yates، Lyn؛ Grumet، Madeleine (25 فبراير 2011). Curriculum in Today's World: Configuring Knowledge, Identities, Work and ... - Lyn Yates, Madeleine Grumet - Google Books. Taylor & Francis. ISBN:978-0-203-83049-9. مؤرشف من الأصل في 2022-07-15. اطلع عليه بتاريخ 2012-09-24.
28. ↑  Roy & Sfeir 2007، صفحة 339.
29. ↑  Robinson، Rowena (5 نوفمبر 2005). Tremors of Violence: Muslim Survivors of Ethnic Strife in Western India - Rowena Robinson - Google Books. SAGE Publications. ISBN:978-0-7619-3408-0. مؤرشف من الأصل في 2022-07-15. اطلع عليه بتاريخ 2012-09-24.
30. ↑  Verma، Bharat (19 فبراير 2008). Indian Defence Review: April - June 2007 - Bharat Verma - Google Books. Lancer Publishers. ISBN:978-81-7062-146-1. مؤرشف من الأصل في 2022-07-15. اطلع عليه بتاريخ 2012-09-24.
31. ↑  Bruinessen، Martin van؛ Allievi، Stefano (17 يونيو 2013). Producing Islamic Knowledge: Transmission and Dissemination in Western Europe. Routledge. ISBN:978-1-136-93286-1. مؤرشف من الأصل في 2023-04-29. اطلع عليه بتاريخ 2020-11-02 – عبر Google Books.
32. ↑  حياة أعلى حضرت، تأليف محمد ظفر الدين البهاري، 1/ 95-96.
33. ↑  البريلوية حقائق وعقائد، تأليف سيد رحمة الله القادري، ص: 48-56.
34. ↑  The Jamaat Tableegh and the Deobandis: A Critical Analysis of their Beliefs, Books and Dawah by Sajid Abdul-Kayum نسخة محفوظة 30 أكتوبر 2016 على موقع واي باك مشين.

## وصلات خارجية
- موقع نور المدينة